# Joel Whitburn
Joel Carver Whitburn (Wauwatosa, 29 de noviembre de 1939 - 14 de junio de 2022) fue un escritor e historiador estadounidense.

## Sus inicios
Joel Carver Whitburn nació en Wauwatosa, Wisconsin el 29 de noviembre de 1939. Inicio la colección de discos en su adolescencia, primero suscribiendose a Billboard en 1953 y cuando las Hot 100 fueron introducidas en 1958, comenzó anotando en tarjetas los lugares ocupados en los charts por las discos. Después de su graduación de Menomonee Falls High School en 1957, asistío al El,hurst College y a la Universidad de Wisconsin-Milwaukee, pero no recibió grado de la institución.

## Carrera
Whitburn trabajó en la distribución de discos para la RCA a mediados de los años 1960s usando sus estadísticas para informar a las estaciones de radio, antes de fundar su propia compañía, Record Research, Inc., en Menomonee Falls, Wisconsin, en 1970. Junto un grupo de investigadores para examinar en detalle toda la música y videos de los charts de Billboard y establecer una licencia con Billboard.
Desde cuando Record Research publicó sus libros, estos tenían referencia basados en datos de varios charts de música popular y estos datos publicados en 200 libros, 50 de los cuales son del catálogo de Record Research. Su investigación se extiende desde 1890 hasta el presente y cubre muchos géneros. Presentaba la posición más alta, datos de las listas, semanas en las listas, sello y la información y trivia de las grabaciones y de los artistas. Los libros de Whitburn son usados extensamente por la industria del entretenimiento (especialmente DJs de la radio) y fanáticos de la música en el mundo.
Su publicación insignia fue Top Pop Singles, que cubre la historia de la listas de sencillos de la música popular de Billboard, primariamente the Billboard Hot 100. La edición más reciente, Top Pop Singels 1955-2018 fue liberada en junio de 2019. Whitburn fue también el autor de la serie Top 40 Hits, publicada por libros Billboard. La novena edición cubre los años 1955 a 2009, fue publicada en 2012.

## Vida personal
Whitburn fue un ávido coleccionista de grabaciones fonográficas, con colecciones extensas de sus bóvedad subterráneas. Su colección incluye copias de grabaciones de 78 rpm, sencillos de 45 rpm, LP y discos compactos que alcanzaron las listas de Billboard. En 2013 su colección fue estimada en cerca de 200 mil sencillos.
Estuvo casado con Frances (de soltera Mudgett) y tuvo una hija. 

## Muerte
Joel Whitburn falleció en su hogar en Menomonee Falls, Wisconsin a los 82 años el 14 de junio de 2022.

### Record Research Inc.
Fundó Record Research Inc. en Menomonee Falls, Wisconsin, en 1970 y formó un equipo de investigadores para examinar en detalle todas las listas de música y video publicadas por la revista Billboard. Record Research publica libros de referencia basados en datos de las diferentes listas de popularidad de la música y hasta la fecha ha publicado más de 200 libros, 50 de los cuales se encuentran actualmente en el catálogo de Record Research.

### Publicaciones
Su principal publicación es Top Pop Singles, que cubre la historia de las listas de éxitos de Billboard. Con la posición máxima de cada grabación, la fecha, las semanas, el sello y otra clase de información, los libros de Whitburn son ampliamente utilizados por la industria del entretenimiento (especialmente por los DJs de radio) y los aficionados a la música de todo el mundo. Su investigación se extiende desde 1890 hasta el presente y abarca muchos géneros.
Su última publicación fue la novena edición de The Billboard Book of Top 40 Hits 1955-2009, publicada en 2010. En colaboración con Rhino Records, Whitburn ha producido más de 150 discos recopilatorios.